# CINEMQ
CINEMQ是在中华人民共和国上海举办的、以酷儿以及LGBT人士為主題的电影节，首次舉辦于2015年。電影節期間主辦方會放映與酷儿或非异性恋主題有關的电影。由于當局的限制，CINEMQ舉辦期間較為低調。